# Aragóniai Konstancia magyar királyné
Aragóniai Konstancia (németül: Konstanze von Aragón; 1179 – 1222. június 23.), a Barcelonai-házból származó aragón királyi hercegnő, Imre királlyal kötött első házassága révén Magyarország királynéja 1198 és 1204 között, majd II. Frigyes császárral kötött második házassága révén német-római császárné 1220-tól haláláig. Konstancia II. Alfonz aragóniai király és Kasztíliai Sancha királyné leánya volt. Első házasságából származó gyermeke a korán elhunyt III. László magyar király, míg második kapcsolatából született fia (VII.) Henrik német király volt.

## Élete

### Származása, családja
II. Alfonz aragóniai király és Sancha kasztíliai hercegnő első gyermeke és első leánya. A szülők 1174. január 18-án kötöttek házasságot.
Apja II. Alfonz aragóniai király, anyja Sancha kasztíliai hercegnő volt. Apai nagyszülei IV. Rajmund Berengár barcelonai gróf és Petronila aragóniai királynő voltak. Anyai nagyszülei VII. Alfonz kasztíliai király és Lengyel Richeza királyi hercegnő voltak.
Testvérei:
- Leonóra, ő VI. Rajmund toulouse-i gróf hatodik felesége lett;
- Péter (1178 – 1213. szeptember 12.), ő II. Péter néven Aragónia királya lett 1196 és 1213 között, s 1204. június 15-én feleségül vette az első férjétől özvegy, a másodiktól pedig elvált, kétgyermekes Montpellier-i Mária arisztokrata hölgyet, aki két gyermeket szült férjének, Sancha királyi hercegnőt és a későbbi I. Jakab királyt;
- Alfonz (1174 – 1209. december 1.), II. Alfonz néven Provence grófja volt 1185-től 1209-ig, és 1193 júliusában nőül vette Sabran-i Gerzenda forcalquier-i grófnőt, akitől egy fia született, Ramón Berengár.

### Házasságai

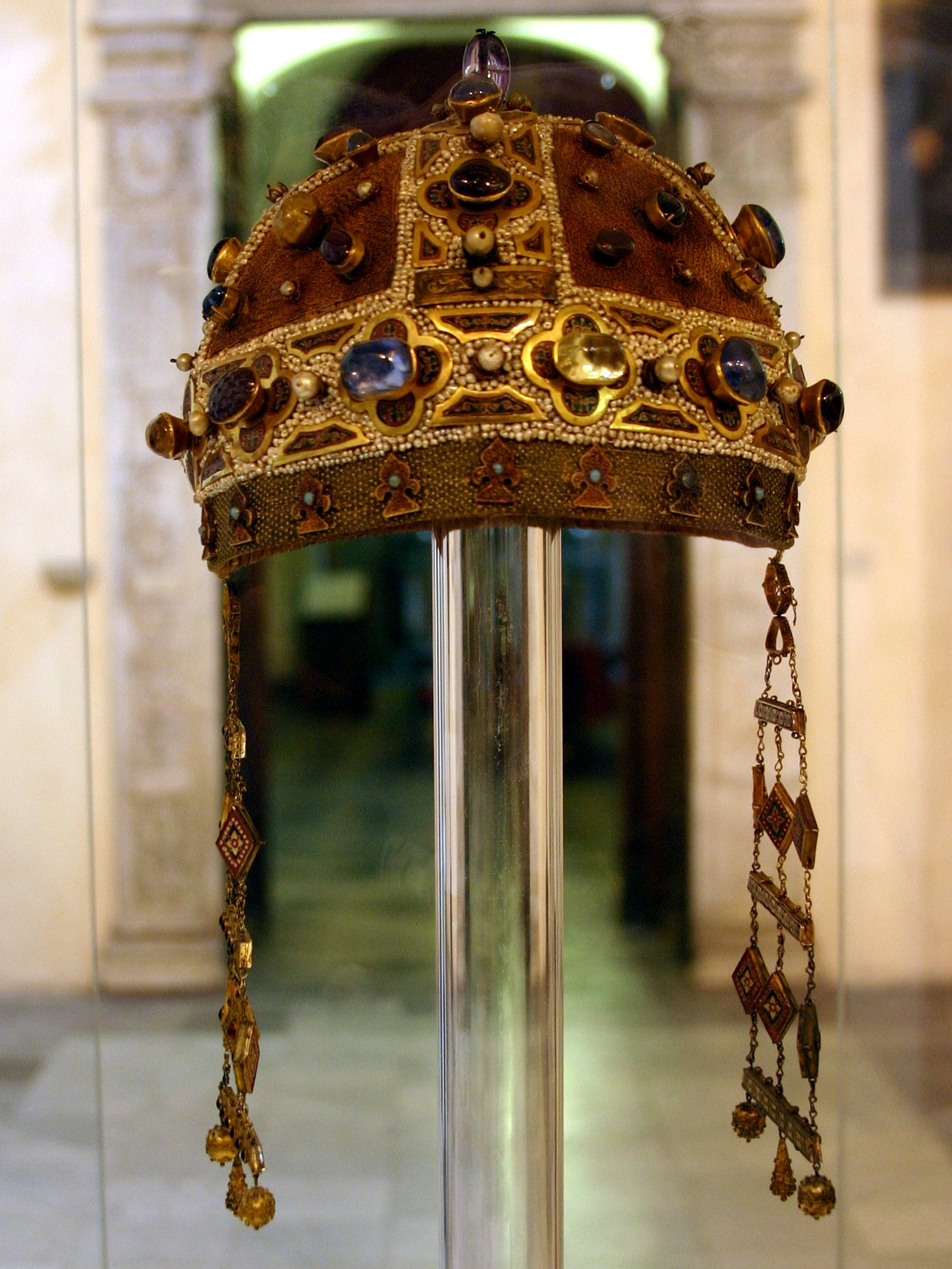
Konstancia császárné temetési koronája

1198-ban Esztergomban Imre magyar királlyal kötött házasságot, akitől egy fia született, László 1199-ben. Imre halála után (1204. november 30.) az új uralkodóval, II. Andrással és feleségével, Gertrúddal szemben nem tarthatta magát, ezért fiával, az akkor csupán ötéves III. Lászlóval Ausztriába szökött VI. Lipót osztrák herceghez, de gyermekének 1205. május 7-én bekövetkezett halála után már nem maradt reménye Magyarországra visszatérni.
Az özvegy királyné 1209. augusztus 15-én Messinában a 14 esztendős II. Frigyes német-római császárhoz ment feleségül, házasságukból egy fiú, Henrik (1211–1242) született. Az 1222-ben elhunyt császárnét Palermóban temették el.